# Joan Mitchellová
Joan Mitchellová (nepřechýleně Joan Mitchell; 12. února 1925 Chicago – 30. října 1992 Paříž) byla americká malířka. Tvořila ve stylu abstraktního expresionismu.

## Život
Její matka byla básnířka a redaktorka Marion Strobelová, otec byl povoláním lékař. Mitchellová studovala výtvarné umění na Smith College v Northamptonu, dále na Institutu umění v Chicagu a na Kolumbijské univerzitě v New Yorku, mimo jiné u Hanse Hofmanna. Ovlivnili ji Vincent van Gogh, Paul Cézanne, Henri Matisse a Vasilij Kandinskij, v New Yorku pak Willem de Kooning, Franz Kline a Philip Guston.
V letech 1948 až 1950 jí stipendium umožnilo studovat v Paříži. V roce 1949 se ve Francii provdala za nakladatele Barneyho Rosseta, zakladatele avantgardního nakladatelství Grove Press. O tři roky později se ale rozvedli. Po návratu do USA se Mitchellová začala věnovat avantgardní malbě a na počátku 50. let byla považována za jednu z předních umělkyň Newyorské školy umění. Byla jednou z mála členek Klubu malířů v centru města.
Během pobytu ve Francii v roce 1955 se seznámila s kanadským malířem Jean-Paulem Riopellem, s nímž žila až do roku 1979, nejprve v Paříži a později ve Vétheuil. Ve stejném roce také poznala Samuela Becketta, který ji občas navštěvoval v jejím ateliéru a mlčky sledoval její tvorbu. V roce 1959 se Joan Mitchellová zúčastnila documenty II v Kasselu. Roku 1979 byla zvolena členkou Americké akademie umění a literatury. Joan Mitchellová zemřela ve Francii v roce 1992. Od roku 1993 uděluje Nadace Joan Mitchellové ceny a granty malířům, sochařům a uměleckým skupinám.

## Dílo

### Výstavy
- 1953–1958: Stable Gallery, New York
- 1968: Recent Paintings, Martha Jackson Gallery, New York
- 1971: Blue Series 1970–1971, Martha Jackson Gallery, New York
- 1972: My Five Years in the Country, Everson Museum of Art, Syracuse (New York)
- 1974: Muzeum amerického umění Whitneyové, New York

The Arts Club of Chicago, Chicago
- 1976 & 1977: New Paintings, Xavier Fourcade Inc, New York
- 1982: Choix des Peintures 1970-1982, Muzeum moderního umění města Paříže
- 1984: La Grande Vallée, Galerie Jean Fournier, Paříž
- 1985: The Sixties, Xavier Fourcade Inc, New York
- 1988: The Paintings of Joan Mitchell: Thirty-Six Years of Natural Expressionism, Herbert F. Johnson Museum of Art, Ithaca (New York)

Corcoran Gallery of Art, Washington
Sanfranciské muzeum moderního umění, San Francisco
Buffalo AKG Art Museum, Buffalo
Museum of Contemporary Art, La Jolla (Kalifornie)
- 1992: Pastels, Muzeum amerického umění Whitneyové, New York
- 1994: Les Dernières Années, Galerie nationale du Jeu de Paume, Paříž

Joan Mitchell in Vétheuil, Newport Harbor Art Museum, Newport Beach (Kalifornie)
Musée des Beaux Arts de Nantes, Nantes
- 2002: The Paintings of Joan Mitchell, Whitney Museum of American Art, New York
- 2003: Birmingham Museum of Art, Birmingham (Alabama)
- 2004: Modern Art Museum of Fort Worth, Fort Worth

Phillips Collection, Washington
- 2006: A Survey 1952–1992, Kukje Gallery, Soul
- 2008: Retrospective, Kunsthalle in Emden, Emden
- 2010: The roaring fifties. Galerie Thomas Modern, Mnichov
- 2015: Retrospective. Her Life and Paintings. Kunsthaus Bregenz, Bregenz
- 2015/16: Joan Mitchell. Retrospective. Her Life and Paintings, Muzeum Ludwigových, Kolín nad Rýnem
- 2023: Joan Mitchell—Christine Ay Tjoe, Mnuchin Gallery, New York